# 만력제
명 신종 만력제(明 神宗 萬曆帝, 1563년 9월 4일~1620년 8월 18일)는 명나라의 제13대 황제이고, 휘는 익균(翊鈞)이다. 융경제의 3남이다. 1572년부터 1620년까지 48년간 재위하였다.
신종 만력제 주익균(神宗 萬曆帝 朱翊鈞)의 치세는, 역대 명나라 황제들의 통치 기간 중 가장 길며, 동시에 명나라가 건국된 지 200년쯤 지나고 나서, 그의 치세 초기에 만력중흥(萬曆中興)이라는 국가의 번화를 꽃피웠으나, 아울러 치세 말년기에는 오히려 명나라 황조가 갈수록 중과부적(衆寡不敵)인 쇠락(衰落)의 나락으로 서서히 몰락(沒落)해가는 시기에 속하기도 하였다. 묘호는 신종(神宗)이고, 정식 시호는 범천합도철숙돈간광문장무안인지효현황제(範天合道哲肅敦簡光文章武安仁止孝顯皇帝)로, 1572년 7월 5일부터 1620년 8월 18일까지 재위하는 동안 1572년 7월 5일부터 1582년 7월 9일까지 중신 재상(重臣 宰相)이었던 장거정(張居正)이 섭정하였고 1582년 7월 9일부터 1620년 8월 18일 붕어할 때까지 친정하였다.

## 생애
유왕 주재후의 3남으로 태어났으며, 큰형과 둘째 형이 병으로 모두 죽자 유왕세자(裕王世子)에 봉해졌다. 1567년 아버지가 황위에 오르자 황태자에 책봉되었고 1572년에는 10살의 나이로 황위에 올랐다. 만력제는 정치를 잘 알지 못했던 등극 초기에는 모든 일을 재상 장거정에게 맡겼다. 오랫동안 그의 스승이었던 인연 때문이었다. 장거정의 교육 방식은 너무 엄격해 어린 만력제의 숨통을 조이기 일쑤였다. 공론을 줄이고 명실상부, 기강 확립, 명령 복종, 군비 확충 등을 중시한 그는 ‘철혈 재상’이라는 별명이 붙을 정도로 사심 없이, 그러면서도 단호하게 국사를 처리했으며 개혁에도 열심이었다. 덕분에 명나라는 그런대로 모양새를 갖출 수 있었다.
만력제가 제위에 오른 지 10년째 되던 해 장거정이 세상을 떠났다. 그동안 기를 펴지 못했던 반대파들은 입을 모아 장거정의 비리를 들추며 공격하기 시작했다.
처음에는 장거정을 편들었던 만력제도 그의 재산이 자신을 능가한다는 소문을 듣고는 장거정의 가산을 몰수했다. 이후 그는 30년 간 여러 가지 구실을 대며 정사를 돌보지 않아 나라가 깊은 수렁에 빠져갔고, 나라에 아무리 위급한 일이 생겨도 동전 한 닢 내놓지 않는 지독한 구두쇠가 되어 갔다. 반면 돈이 되는 일이라면 무슨 일이라도 했다. 황제 개인의 재산은 날이 갈수록 늘어 갔으나 국고는 점점 줄어들었다. 황제가 돈을 밝히니 고관과 환관들은 매관매직을 일삼는 탐관오리가 되어갔고 정치에 관심이 없었던 만력제는 아부하는 자를 재상에 앉혀 놓고 오로지 치부에만 열성을 보였다. 거기다 술과 여자까지 밝혔다.
만력제가 죽은 뒤로 3명의 황제가 대를 이었으나 이미 만력제 때 뒤숭숭해진 민심은 이자성의 난을 불러왔고, 그가 죽은 지 24년째 되던 해 명나라는 멸망을 맞이하고 말았다. 역사가들은 한결같이 “명나라가 망한 것은 숭정제 때가 아니라 만력제 때였다”고 썼다.

## 조선에의 영향
당대와 후대를 통틀어 명나라 멸망의 원흉으로 지목된 만큼, 평판이 매우 좋지 못한 군주이지만, 임진왜란 문제에 있어서만은 매우 적극적으로 정책을 펼쳐, 조선에 군사를 파견하고, 조선을 재정적으로 도와 고려황제로 별칭되기도 한다. 그런 영향으로 조선에서는 송시열이 제자인 권상하에게 만력제와 숭정제의 제사를 지낼 사당을 만들도록 하였는데 이것이 바로 충북 화양계곡의 만동묘(萬東廟)이다. 만동묘는 공자의 만절필동에서 유래된 말로 황하가 만 번 굽이쳐도 동해로 흐른다는 뜻이다. 대명천지, 숭정천하 등 명나라가 망했어도 조선이 명나라의 원군으로 나라를 건졌다는 글귀가 암벽에 새겨져 오늘날까지 전해져 온다.
만동묘는 도산서원과 함께 조선의 4대 서원으로 명성을 떨쳤으나 흥선대원군의 서원 철폐로 헐려버리고 지금은 묘정비만 존재하고 있다.

## 가계

### 조부모와 부모
- 조부 : 세종 가정숙황제(世宗 嘉靖肅皇帝) 주후총(朱厚熜)
- 조모 : 효각황태후(孝恪皇太后) 두씨(杜氏)
- 부친 : 목종 융경장황제(穆宗 隆慶莊皇帝) 주재후(朱載垕)
- 모친 : 효정황후(孝定皇后) 이씨(李氏)

### 황후
| 봉호           | 시호                    | 이름(성씨)     | 재위년도        | 생몰년도        | 국구(장인/장모)                                  | 별칭  | 비고  |
| -------------- | ----------------------- | -------------- | --------------- | --------------- | ------------------------------------------------ | ----- | ----- |
| 황후(皇后)     | 효단현황후 (孝端顯皇后) | 왕희저(王喜姐) | 1578년 ~ 1620년 | 1564년 ~ 1620년 | 영년백(永年伯) 왕위(王偉) 영년백부인(永年伯夫人) |       |       |
| 황귀비(皇貴妃) | 효정황태후 (孝靖皇太后) | 왕씨(王氏)     | (추존)          | 1565년 ~ 1611년 | 왕조채(王朝寀) 갈씨(葛氏)                        | [ 3 ] | [ 4 ] |

### 후궁
| 봉호           | 시호                                    | 이름(성씨) | 생몰년도        | 국구(장인/장모)           | 별칭                             | 비고  |
| -------------- | --------------------------------------- | ---------- | --------------- | ------------------------- | -------------------------------- | ----- |
| 황귀비(皇貴妃) | 공각혜영화정황귀비 (恭恪惠榮和靖皇貴妃) | 정씨(鄭氏) | 1565년 ~ 1630년 | 정승헌(鄭承憲)            | 숙빈(淑嬪) 덕비(德妃) 귀비(貴妃) | [ 5 ] |
| 경비(敬妃)     | 공순영장단정황귀비 (恭順榮莊端靜皇貴妃) | 이씨(李氏) | ? ~ 1597년      |                           |                                  | [ 6 ] |
| 단비(端妃)     |                                         | 주씨(周氏) |                 | 주청(周清)                | 단빈(端嬪)                       |       |
| 영비(榮妃)     | 단정영비(端靖榮妃)                      | 왕씨(王氏) | ? ~ 1591년      | 왕문금(王文錦)            | 안빈(安嬪)                       |       |
| 현비(賢妃)     |                                         | 위씨(魏氏) | 1567년 ~ 1606년 | 위승지(魏承志) 교씨(喬氏) | 신빈(愼賓)                       |       |
| 소비(昭妃)     | 선의소비(宣懿昭妃)                      | 유씨(劉氏) | 1557년 ~ 1642년 | 유응절(劉應節)            |                                  | [ 7 ] |
| 의비(宜妃)     | 영혜의비(榮惠宜妃)                      | 양씨(楊氏) | ? ~ 1581년      | 양신(杨臣)                |                                  |       |
| 순비(順妃)     | 청혜순비(淸惠順妃)                      | 이씨(李氏) | ? ~ 1623년      |                           |                                  |       |
| 덕비(德妃)     | 장정덕비(莊靖德妃)                      | 허씨(許氏) | ? ~ 1602년      |                           |                                  |       |
| 순비(順妃)     | 온정순비(溫靜順妃)                      | 상씨(常氏) | 1568년 ~ 1594년 | 상강(常江) 고씨(高氏)     |                                  |       |
| 희비(僖妃)     |                                         | 왕씨(王氏) | ? ~ 1589년      |                           |                                  |       |
| 덕빈(德嬪)     |                                         | 이씨(李氏) | 1567년 ~ 1628년 | 이시량(李時亮) 뇌씨(雷氏) |                                  |       |
| 영빈(榮嬪)     |                                         | 이씨(李氏) | 1568년 ~ 1626년 | 이산(李山) 여씨(呂氏)     |                                  |       |
| 경빈(敬嬪)     |                                         | 소씨(邵氏) | ? ~ 1606년      | 소명(邵名) 제씨(齊氏)     |                                  |       |
| 순빈(順嬪)     |                                         | 장씨(張氏) | ? ~ 1589년      | 장진(張榛) 왕씨(王氏)     |                                  |       |
| 화빈(和嬪)     |                                         | 양씨(梁氏) | 1562년 ~ 1643년 | 양신(梁愼) 반씨(潘氏)     |                                  |       |
| 도빈(悼嬪)     |                                         | 경씨(耿氏) | 1568년 ~ 1589년 | 경대향(耿大享) 왕씨(王氏) |                                  |       |
| 시어(侍御)     |                                         | 호씨(胡氏) | 1594년 ~ ?      |                           |                                  |       |

### 황자
| -    | 봉호           | 시호   | 이름           | 생몰년도        | 생모            | 자식     | 별칭 | 비고                        |
| ---- | -------------- | ------ | -------------- | --------------- | --------------- | -------- | ---- | --------------------------- |
| 장남 | 황태자(皇太子) |        | 주상락(朱常洛) | 1582년 ~ 1620년 | 효정황태후 왕씨 | 7남 11녀 |      | 제14대 황제 태창제(泰昌帝). |
| 차남 | 빈왕(邠王)     | 애(哀) | 주상서(朱常溆) | 1585년          | 공각황귀비 정씨 |          |      | 요절함.                     |
| 3남  | 복왕(福王)     | 충(忠) | 주상순(朱常洵) | 1586년 ~ 1641년 | 공각황귀비 정씨 | 3남      |      | [ 8 ]                       |
| 4남  | 원왕(沅王)     | 회(懷) | 주상치(朱常治) | 1587년 ~ 1588년 | 공각황귀비 정씨 |          |      | 요절함.                     |
| 5남  | 서왕(瑞王)     |        | 주상호(朱常浩) | 1590년 ~ 1644년 | 단비 주씨       | 3남      |      | [ 9 ]                       |
| 6남  | 혜왕(惠王)     |        | 주상윤(朱常潤) | 1594년 ~ 1647년 | 공순황귀비 이씨 | 1남      |      | [ 10 ]                      |
| 7남  | 계왕(桂王)     | 단(端) | 주상영(朱常瀛) | 1597년 ~ 1644년 | 공순황귀비 이씨 | 8남 3녀  |      | [ 11 ]                      |
| 8남  | 영왕(永王)     | 사(思) | 주상부(朱常溥) | 1604년 ~ 1606년 | 청혜순비 이씨   |          |      | 조졸함.                     |

### 황녀
| -    | 봉호               | 이름           | 생몰년도        | 생모            | 부마           | 별칭               | 비고    |
| ---- | ------------------ | -------------- | --------------- | --------------- | -------------- | ------------------ | ------- |
| 장녀 | 영창공주(榮昌公主) | 주헌영(朱軒媖) | 1582년 ~ 1647년 | 효단현황후 왕씨 | 양춘원(楊春元) | 대장공주(大長公主) |         |
| 차녀 | 운화공주(雲和公主) | 주헌주(朱軒姝) | 1584년 ~ 1590년 | 공각황귀비 정씨 |                |                    | 요절함. |
| 3녀  | 정락공주(靜樂公主) | 주헌규(朱軒媯) | 1584년 ~ 1585년 | 단정영비 왕씨   |                |                    | 요절함. |
| 4녀  | 운몽공주(雲夢公主) | 주헌원(朱軒嫄) | 1584년 ~ 1587년 | 효정황태후 왕씨 |                |                    | 요절함. |
| 5녀  | 선거공주(仙居公主) | 주헌길(朱軒姞) | 1584년 ~ 1585년 | 덕빈 이씨       |                |                    | 요절함. |
| 6녀  | 영구공주(靈丘公主) | 주헌요(朱軒姚) | 1588년 ~ 1589년 | 공각황귀비 정씨 |                |                    | 요절함. |
| 7녀  | 수령공주(壽寧公主) | 주헌위(朱軒媁) | 1592년 ~ 1634년 | 공각황귀비 정씨 | 염흥양(冉興讓) | 대장공주(大長公主) |         |
| 8녀  | 태순공주(泰順公主) | 주헌희(朱軒姬) | 1592년 ~ 1593년 | 덕빈 이씨       |                |                    | 요절함. |
| 9녀  | 향산공주(香山公主) | 주헌등(朱軒嬁) | 1598년 ~ 1599년 | 덕빈 이씨       |                |                    | 요절함. |
| 10녀 | 천태공주(天台公主) | 주헌미(朱軒媺) | 1605년 ~ 1606년 | 청혜순비 이씨   |                |                    | 요절함. |

## 기년과 연호
| 연호       | 사용기간 | 사용기간 | 년수 | 비고 |
| ---------- | -------- | -------- | ---- | ---- |
| 만력(萬曆) | 1573년   | 1620년   | 48년 |      |

## 만력제가 등장한 작품
- 《징비록》(KBS, 2015년 ~ 2015년, 배우: 장태성)
- 《천일야史 2회 - 조선 황제로 불렸던 만력제의 비밀》 (채널A, 2017년, 배우: 신태건)